# Take Me Out
Pour la pièce de théâtre, voir Take Me Out (pièce de théâtre).
Take Me Out est le deuxième single du groupe de rock Franz Ferdinand extrait de l'album du même nom, sorti le 12 janvier 2004 au Royaume-Uni et le 9 février aux États-Unis par le label Domino Records. On peut trouver cette chanson dans le jeu vidéo de football américain Madden NFL 2005 et dans le jeu de rythme Guitar Hero.
La chanson a été classée 44e meilleure chanson britannique de tous les temps par Xfm en 2010.

## Tracklisting UK
CD
1. Take Me Out
2. All for You, Sophia
3. Words So Leisured (version acoustique de la piste de l'album et premier single, Darts of Pleasure)

DVD
1. Take Me Out [Vidéo]
2. Take Me Out live [Vidéo]
3. Band Interview [Vidéo]
4. Gallery with Shopping For Blood live audio

7"
1. Take Me Out (Alex Kapranos/Nick McCarthy)
  - Chanteur principal : Alex Kapranos
2. Truck Stop (Alex Kapranos/Nick McCarthy)
  - Chanteur principal : Alex Kapranos

12"
1. Take Me Out (Alex Kapranos/Nick McCarthy)
  - Chanteur principal : Alex Kapranos
2. Take Me Out (Morgan Geist Re-Version) (Alex Kapranos/Nick McCarthy)
  - Chanteur principal : Alex Kapranos

Promo CD
1. Take Me Out (Alex Kapranos/Nick McCarthy)
  - Chanteur principal : Alex Kapranos

## Tracklisting US
CD
1. Take Me Out (Alex Kapranos/Nick McCarthy)
  - Chanteur principal : Alex Kapranos
2. All For You, Sophia (Alex Kapranos/Nick McCarthy/Bob Hardy)
  - Chanteur principal : Nick McCarthy
3. Words So Leisured (Alex Kapranos/Nick McCarthy)
  - Chanteur principal : Alex Kapranos

Promo CD(1)
1. Take Me Out (Alex Kapranos/Nick McCarthy)
  - Chanteur principal : Alex Kapranos
2. All For You, Sophia (Alex Kapranos/Nick McCarthy/Bob Hardy)
  - Chanteur principal : Nick McCarthy
3. Words So Leisured (Alex Kapranos/Nick McCarthy)
  - Chanteur principal : Alex Kapranos

Promo CD(2)
1. Take Me Out (Alex Kapranos/Nick McCarthy)
  - Chanteur principal : Alex Kapranos

12"
1. Take Me Out (Alex Kapranos/Nick McCarthy)
  - Chanteur principal : Alex Kapranos
2. Take Me Out (Morgan Geist Re-Version) (Alex Kapranos/Nick McCarthy)
  - Chanteur principal : Alex Kapranos
3. Take Me Out (Naum Gabo Re-Version) (Alex Kapranos/Nick McCarthy)
  - Chanteur principal : Alex Kapranos
4. Take Me Out (Instrumental) (Alex Kapranos/Nick McCarthy)
  - Instrumental

## Tracklisting australienne
CD
1. Take Me Out (Alex Kapranos/Nick McCarthy)
2. Shopping For Blood (Alex Kapranos/Nick McCarthy/Paul Thomson)
3. Truck Stop (Alex Kapranos/Nick McCarthy)
4. Take Me Out (Naum Gabo Re-version)

## Tracklisting européenne
CD
1. Take Me Out
2. The Dark of the Matinée (Alex Kapranos/Nick McCarthy/Bob Hardy)
3. Michael (Alex Kapranos/Nick McCarthy)

## Tracklisting française
12"
1. Take Me Out (Daft Punk Remix)
2. Take Me Out (Album Version)
3. Take Me Out (Naum Gabo Remix)

CD
1. Take Me Out (Daft Punk Remix)
2. Take Me Out (Album Version)
3. Take Me Out (Naum Gabo Remix)

## Tracklisting mexicaine
Promo CD
1. Take Me Out (Alex Kapranos/Nick McCarthy)
  - Chanteur principal : Alex Kapranos

## Dans la culture populaire
La chanson est présente dans le film français Rock'n Roll de Guillaume Canet (2017).